# Ferdinand Mazanek
Ferdinand Mazanek (* 14. Februar 1901 in Kronstadt; † 4. November 1980 in Hermannstadt) war ein siebenbürgischer Grafiker und Maler.

## Leben
Mazanek lebte und arbeitete als Maler und Illustrator in Sibiu. Bekanntheit erlangte Mazanek aber auch in Deutschland und Österreich durch seine zahlreichen Holzschnitte mit siebenbürgischen Stadtmotiven. Einzelausstellungen seines Werks fanden auch im Ausland, unter anderem in Riga und in Leipzig, statt.
Das Brukenthal-Museum in Sibiu besitzt und stellt regelmäßig Teile seines Werks aus. 2009 wurden dort in einer Einzelausstellung unter anderem Druckgrafiken und Linolschnitte präsentiert. Die Ausstellung enthielt Exponate aus allen Werkepochen des Künstlers.
Mazaneks Grafiken stellen vor allem Szenen des alltäglichen Lebens, Motive des Bauernlebens und der Alltagskultur dar. Mazanek schuf auch mehrere Zyklen von Radierungen über die Architektur der Stadt Sibiu und von für die siebenbürgische Landschaft typischen Wehrkirchen. Weitere Motive in Mazaneks Werken waren der charakteristische Turm der evangelischen Margarethenkirche in Mediaș und der Argeș-Staudamm bei Vidraru.

## Ausstellungen
- Kunstbiennale Bukarest 1956
- Einzelausstellungen 1965, 1967, 1971, 1975, 2009 in Sibiu (Hermannstadt); 1971 in Riga; 1973 in Leipzig
- Siebenbürgisches Museum Gundelsheim anlässlich seines 100. Geburtstags im Jahr 2001[5]